# Bruce Mapes
Bruce Mapes (ur. 16 sierpnia 1901 w Nowym Jorku, zm. 18 lutego 1961) – amerykański łyżwiarz, żyjący na początku XX wieku. W 1913 wykonał skok, który dziś określany jest mianem flipa, a w siedem lat później – toeloopa (który w niektórych krajach oraz we wrotkarstwie figurowym jest nazywany od jego nazwiska).